# 第一次粤桂战争
第一次粤桂战争（另稱两广战争、庚申粤人驱贼、驱桂战争等）為1920年8－11月護法戰爭期間西南護法軍陣營中的一場內戰，作戰方為舊桂系陆荣廷与掌握粤系陈炯明，主要戰場位於廣東境內。

## 背景

### 桂系据粤
1915年底，袁世凯酝酿称帝，廣西都督陆荣廷代表广西通电全国讨袁，旧桂系在護國戰爭中成為反袁世凱的同盟之一。1916年6月6日，袁世凯病死，黎元洪继任总统。护国战争结束，黎元洪以中央政府名义任命陆荣廷为广东督军，但原广东督军龙济光不愿辞职。陆荣廷派莫荣新、马济、谭浩明率桂军进攻广东，击败龙济光，广东成为旧桂系的势力范围。
在民國六年（1917）4月10日，陸榮廷至北京受黎元洪任命為兩廣巡閱使，成為廣東省與廣西省的統治者。同年6月12日，张勋逼迫黎元洪解散国会。6月20日两广宣布独立。7月1日张勋复辟帝制。7月6日，孙中山搭乘軍艦從上海南下广州，决定依附西南各省的地方軍閥勢力開展护法运动，隨著張勳復辟在7月12日失敗，段祺瑞與皖系控制北京國民政府，護法運動開始出現改變，由於段祺瑞的政策是「一不要約法，二不要國會，三不要舊總統」，並朝向「武力統一」方針對付南方省分。
8月25日，一批国会议员南下广州召开“非常国会”，宣布成立护法军政府，誓師北伐，推选孙中山为护法军政府大元帅，以陆荣廷、唐继尧为元帅（陆、唐二人沒有就职）。其時廣東境內武裝勢力大部份已於二次革命時戰敗被擊潰，龍濟光部亦被驅逐至海南島，故廣東省擁有的正規陸軍僅餘編制20營、兵力5,000人的警衛軍，其餘李福林指揮的「福軍」、黄明堂指揮的第二混成旅等均為不成氣候的民兵雜牌軍；除此以外僅有直屬國民黨的護法艦隊海軍，整體軍事實力遠弱於其它省分的護國軍。因此孫中山號召護法必須依賴桂系、滇系等軍閥，原先護國戰爭中通電獨立的西南護國軍亦因此進駐湘、粵準備北伐。
1917年10月，北京政府策反潮梅鎮守使莫擎宇，反抗護法軍政府統治，福建督軍李厚基又派兵支援，但遭到廣東督軍陳炳焜指揮沈鴻英、林虎及孫中山指派的鄒魯聯軍擊潰。前此擁護孫中山的廣東省長朱慶瀾在是年8月辭任前成功地將20營廣東省警衛軍指揮權移交給陳炯明，這使原先在廣東失去地位的陳炯明重獲軍事資本。孫中山便以護法軍政府的名義委任陳炯明為「援閩粵軍」總司令，陳炯明利用這批軍隊擊敗李厚基的部隊並佔領了龍巖、漳州、汀洲等福建與廣東鄰接區域，並建立閩南護法區自封「惠潮梅防務督辦與稅務督辦」，於粵東閩南一帶獨立出一片不受舊桂系控制的根據地。
由於陸榮廷對於統一中國並沒有明確的擁護信念，扶持孫中山與非常國會是作為與北京政府對抗的政治籌碼，在段祺瑞離任，主張和平統一的馮國璋成為北京國民政府的大總統，並降低對南方省分的軍事行動後，陸榮廷等人的壓力大減，因此也企圖瓦解南方建立的非常國會，與北京政府和解。陸榮廷在與政學系達成共識，藉由政學系議員在廣州國會非常會議發起進行軍政府改組，孫中山見此局勢在民國七年（1918）5月4日辭職。隨後會議推舉廣西籍的岑春煊出任主席總裁，但實權仍由陸榮廷控制。
陸榮廷在廣東省的統治並沒有獲得廣東人的擁護，“粤人治粤”的呼声日益高涨:51。同時，陳炯明指揮的的援閩粵軍則趁南北和議的期間逐漸壯大。

### 闽南护法区
1918年，粤军在漳州成立闽南护法区，陈炯明力主“闽人治闽”。1918年10月21日，护法军政府任命陈炯明为福建宣抚使，陈炯明辞之，指出他将“俟闽局底定，当以还付闽人”。12月15日，他再辞军政府任命的福建省长之职，并发表了声明：“福建省长之虚位，饥不可以为食，寒不可以为衣，敝军不可以为战守。况以福建而论，则炯明主张以闽治闽；以省长论，则炯明主张以民治民，非惟今日宣言，抑亦平生之宗旨。”
在闽南护法区，陈炯明设置简约的政府机构，积极维护境内由本地士绅主导的社会秩序，并大力建设漳州的城市基础设施，开垦荒田、发展近代教育和实业。在护法区期间，漳州商贾云集、市场兴旺。
1919年12月，孙中山眼见粤军发展壮大，认为：“今日救国急务，宜先平桂贼，统一西南，乃有可为。”开始策划回粤讨桂事宜，数次下令陈炯明出兵驱桂，然而“一再电促回粤，陈氏皆不置复”。奉孙中山之命三度去漳州促陈出师的朱执信，在给孙的回信中说：“竞存处力量费尽，疲玩如故。此际感情已伤，留亦无益。”
直至1920年7月，旧桂系与北洋直系军阀联络，相约直系于北京驱逐皖系段祺瑞，而旧桂系正于广东驱逐孙中山势力。7月14日直系军阀于皖系军阀于北方爆发战争，史称“直皖战争”。而皖系的福建督军李厚基却表示愿接济军饷，请求粤军撤出闽南，回师广东。7月15日，徐绍桢、李绮庵等在江门率领海军“江大”等舰起兵，并组织数千民军响应，号称“广东讨贼军”。徐绍桢为总司令，李缔庵为海陆军总指挥，分五路攻打广州。8月11日旧桂系出动部队进攻潮汕粤军，第一次粤桂战争爆发。
1920年8月初，驻闽南护法区之粤军已达102个营，约2.5万人。与此同时，广东境内以桂军为主的客军之数则高达7万，其中不但包括桂军、滇军，还有一支由吕公望（浙江永康人）指挥的浙军。吕公望曾任浙江督军，后因在1918年与护法军政府合作，不敌皖系，于1920年奔至广东。

## 作战经过

### 双方部署
1920年8月11日当旧桂系以“护法军政府”名义下达攻闽动员令。桂军将驻湘桂军调回，以沈鸿英为攻粤总司令，中路为桂军刘志陆部，右路为浙军吕公望部，左路为滇军方声涛部，兵分三路进攻闽南护法区。粤军秘密与福建督军李厚基谈和，使后方无忧，然后从漳州出发，兵分三路反击。三路分别由许崇智，陈炯明，洪兆麟率领。此时，粤军虽名义上为孙中山领导，但孙中山并不在军中，而是避居上海。12日，陈炯明在漳州公园慷慨誓师，发表《声讨莫荣新电》，历数桂系在广东的暴行，指出“全军同人忍无可忍，乃不得已全体宣誓，誓死杀敌，救我粤人，粉身碎骨”：
陈亦致电莫荣新，指“桂视粤为征服地……今复重兵相逼，实难再忍。某虽力薄，愿决一战”。8月16日，在桂军主力尚未到达粤闽边境之际，陈炯明以张醁村为兵站总监，20个营留守漳州，担任后方勤务。陈炯明则亲自与参谋处处长叶举指挥中路，率李炳荣、邓本殷、罗绍雄、熊略等部从平和进攻饶平、潮安，突破丰顺、紫金并策应左右翼；以参谋长邓铿为左翼军总指挥，率洪兆麟、梁鸿楷等部由云霄、诏安以攻澄海、汕头；以第二军军长许崇智为右路总指挥，率第二军全部由上杭、永定以攻蕉岭、大埔而趋梅县、兴宁。82个营的兵力发动全线攻势，双方接战，第一次粤桂战争打响。

### 粤东战役
战斗开始后，粤军在兵力上虽然处于劣势，但桂系统治广东4年来，民愤极大，政治上十分不利。陈炯明以“粤人治粤”和“实行民主政治”为号召，并一度在克复的各县试行民主选举县长，因而受到广东各界人士的拥护，战事进行得十分顺利:54。
粤军左路军自诏安出发越过边境，于黄冈、澄海大败桂军军长兼潮梅镇守使刘志陆所部，逼近汕头。19日，桂军中路司令刘志陆部下炮兵营长余鹰扬据汕头独立，加入粤军。刘志陆因此仓促逃往广州。20日，邓铿率左翼军攻占汕头，并向揭阳、潮阳追击桂军。
右路军由永定越过边境向大埔三河坝方向进击，于16日当天重夺大埔、17日克复蕉岭。在梅县附近战斗一天，击破桂军军长兼惠州督办刘达庆所部，19日收复梅县、20日克兴宁，桂军前锋被击败，粤军锋芒直指龙川、河源。浙军观望形势而按兵不动，滇军主动后撤避战，因此形势对粤军有利。
叶举率粤军中路军迅速攻占潮安、饶平，进至高坡、丰顺一带，遇到了桂军卓贵廷所部六七千人的顽强抵抗，双方激战数日不下。后因粤军左翼已攻下汕头. 右翼也攻占了东江上游，卓部才开始后退，至河源所属石公神附近，又为杨坤如军截击而溃退。
至26日，粤东潮梅地区已全部被攻占，孙文于26日函：“粤军讨贼，数日之间，收复潮、梅。神速至此，真令桂贼破胆”。:55。莫荣新闻粤东迅速易手，急忙致电陆荣廷从广西派兵增援，并收缩战线。桂军调拨马济第一军全部、林虎第二军大部、沈鸿英第三军一部、李根源海疆军一旅等大队人马开赴河源、博罗、惠阳一线，意图坚守。粤军乘胜西进。右路军于9月2日攻占龙川县重镇老隆，向河源挺近。战斗到10月，护法军政府内部魏邦平，李福林部准备与粤军和谈，形势对旧桂系越发不利。桂系当局仍采取高压政策，于9月2日派出大批便衣警察监督各报馆，禁止刊登粤军回粤的消息。13日，莫荣新又以“发布虚假军事报道和颠覆性文章”的罪名，下令广州所有报纸停刊，禁止香港报纸进入广州:57。
9月6日，广东主要社团在“粤人自救”、“粤人治粤”口号的影响下秘密召开会议，决定：“（一）对于粤军，暗派代表前往接洽，并致粤人全体欢迎之意；（二）对于桂派，拟上书劝告，履行陆荣廷以广东还诸广东人之宣言；（三）对于粤籍官长，请从速表示态度，勿再猜疑，并责成保护粤中安全。”

### 惠州战役与全省起义
河源乃惠州门户，为保住惠州，桂军在此与粤军展开了长达一个月的血战。此期间，孙文则派遣朱执信前往珠江口，策动虎门要塞驻军反桂。9月16日，经朱执信策反，虎门要塞司令丘渭南宣布离桂独立。然在不久后的战斗中，朱执信中流弹阵亡。
随着粤军的节节胜利，广东亦掀起了全省范围内的驱桂战争。民军和起义反正部队都直接参加了打击桂军的战斗。9月下旬，原桂系旗下的广东省警察厅厅长魏邦平、广惠镇守使李福林秘密将一部分部队由香山、佛山等地移至广州珠江南岸，并于26日在河南宣布独立，所有内河兵舰及广三铁路均为其收复。他们共同致函莫荣新，敦促他“解除兵权，以粤省治权还之粤人，率师回桂，俾息兵祸”。
接着，魏、李所部进军三水，控制了广三路沿线，切断了桂军由西江经三水至广州的补给线，给桂军后方又一沉重打击。在此期间，救国第四军总司令黄明堂在雷州反正，魏邦平部第五军副司令郑润琦在香山举兵，五邑清乡督办兼护国军第二军副司令陈德春也宣告独立。台山、新会、开平、恩平、赤溪均为民军控制。北江的曲江、英德、清远，西江的高要、新兴等县以及南路的钦廉、琼崖也先后独立。
迫于形势，莫荣新于10月2日召集广州总商会、九善堂院、粤商维持公安会、省议会代表共30余人开会，提出非200万元不让权。与会代表则要求莫荣新让位给汤延光，尽快结束战争。1920年10月14日，广州海军全体军官在黄埔公园集议，一致反对广州军政府政务总裁兼海军总司令林葆怿南北海军统一的宣言。10月19日，粤汉铁路的工人展开总罢工，以手枪、炸弹对抗强迫他们通车的桂军。广州学界30余校则在高师学校开会商定实行罢课，决定“莫氏一日未去粤，则各校一日不开课”，各校校长皆表示支持。
10月16日，粤右路军终于攻克河源。与此同时，中路军和左翼军也先后攻下永安、相铺、蓝塘、横沥、三多祝，将战斗推向惠州。惠州依山傍水，易守难攻。莫荣新集中了40营的兵力。由于许崇智染病，陈炯明以蒋介石代之率领第二军，会合中路熊略部和左翼邓铿部等，围攻惠州。22日，粤军经激战攻占东江地区重镇惠州。次日，陈炯明在惠州召开军事会议，决定分三路进攻增城、石龙、东莞，而后会攻广州。护法军政府主席总裁岑春煊则通电辞职。

### 广州战役
此时，三水、宝安等地的百姓亦发动起义，群起攻击桂军。“强壮者揭竿响应，老弱者壶浆欢迎，颇有辛亥革命之韵趣”。在广州城内，市民则发动罢市、罢工、罢课浪潮。莫荣新无兵可调，败局注定。24日，陆荣廷以四总裁名义宣布护法军政府解散，两广独立，并宣布取消护法，与北京政府南北议和。同日，岑春煊逃离广州，经香港前往上海。
10月25日，石龙易手。26日，东莞被粤军解放。莫荣新见大势已去，宣布取消广东独立。10月27日，粤军攻占增城，莫荣新炸毁广州兵工厂，将督军印信交汤廷光后离广州；广东省省长杨永泰通电辞职，将广东省省长印信交魏邦平。10月28日，陈炯明派部队由东圃、车陂疾趋广州城，井向瘦狗岭、白云山追击。
三路军队齐聚广州城郊，于29日发动总攻。同日，莫荣新、马济等在勒索广州商民付给的若干开拔费后，率万余残部弃城西逃，粤军在各界民众的支持下解放广州,陈炯明通电宣布广州克复。

### 桂军撤出广东
10月30日，汪精卫、廖仲恺电请孙中山任命陈炯明为广东省长，免除林葆怿的海军总长职，以汤延光为海军总长。11月1日，陈炯明受任为广东省省长兼粤军总司令，主全部粤军军务。当月，广东学生联合会广州分会召开会议，上书呼吁广东废督，民选省长。
桂军败兵沿西江撤退时，一路烧杀抢掠了西江两岸的墟镇。在溃退过程中，桂军仍沿西江和北江步步设防，阻止粤军前进。为了将桂军彻底逐出广东，粤军于10月底至11月初陆续进驻广州及其附近地区进行整编，陈炯明以总司令名义，议定将全粤军队暂编为5个军，第一军军长由陈炯明兼任，第二军军长为许崇智，第三军军长为洪兆麟，第四军军民为李福林，第五军军长为魏邦平，收编后即拟大举西征，兵分两路追击桂军。
11月2日，陈炯明由石龙乘坐广九铁路火车抵广州，通电否认岑春煊、莫荣新取消自主的通电。同日许崇智率部进驻广州。广州报纸报道：“迨陈总司令抵省后，信息传来，市民欢跃，争相燃放串炮。统观种种情形，洵有万众胪欢之象”。11月6日，汤廷光将广东督军印交陈炯明，通电宣布解除粤督职务，发表敬告全粤父老兄弟书。11月10日，陈炯明通电就任广东省省长，井主张废督。
粤军自入广州后，桂军退驻肇庆。由于魏邦平、李福林两部起义后控制了广三沿线，桂军只能从粤汉路撤退。在粤军强大兵力的攻击下，桂军分成两路: 一路由马济、沈鸿英率领继续沿粤汉路北撤，另一路由林虎、韩彩凤率领从清远转四会退至肇庆。粤军乘胜追击，水陆两面夹击，相继解放清远、四会，并于11月15日攻占肇庆。
11月21日，陆荣廷下令仍在广东境内的桂军部队全数退回广西，并称“顾念邻交，不忍地方糜烂”，“所有驻粤各军，现在已经一律调出粤境。此后粤省地方治安，即由粤人负责。桂省收回军队”。至此，第一次粤桂战争以粤军的全面胜利告终。广东结束长达五年的桂系据粤时期。

## 结果及影响
11月28日，孙中山自上海经香港返回广州，宣布重组护法军政府，继续护法运动。1921年4月，南下广州的国会议员召开非常国会，宣布取消护法军政府，成立中华民国政府，选举孙中山为大总统，宣布北京政府为非法，并通电劝告北京政府之“中华民国大总统”徐世昌辞职。南北政府对峙之形势继续。

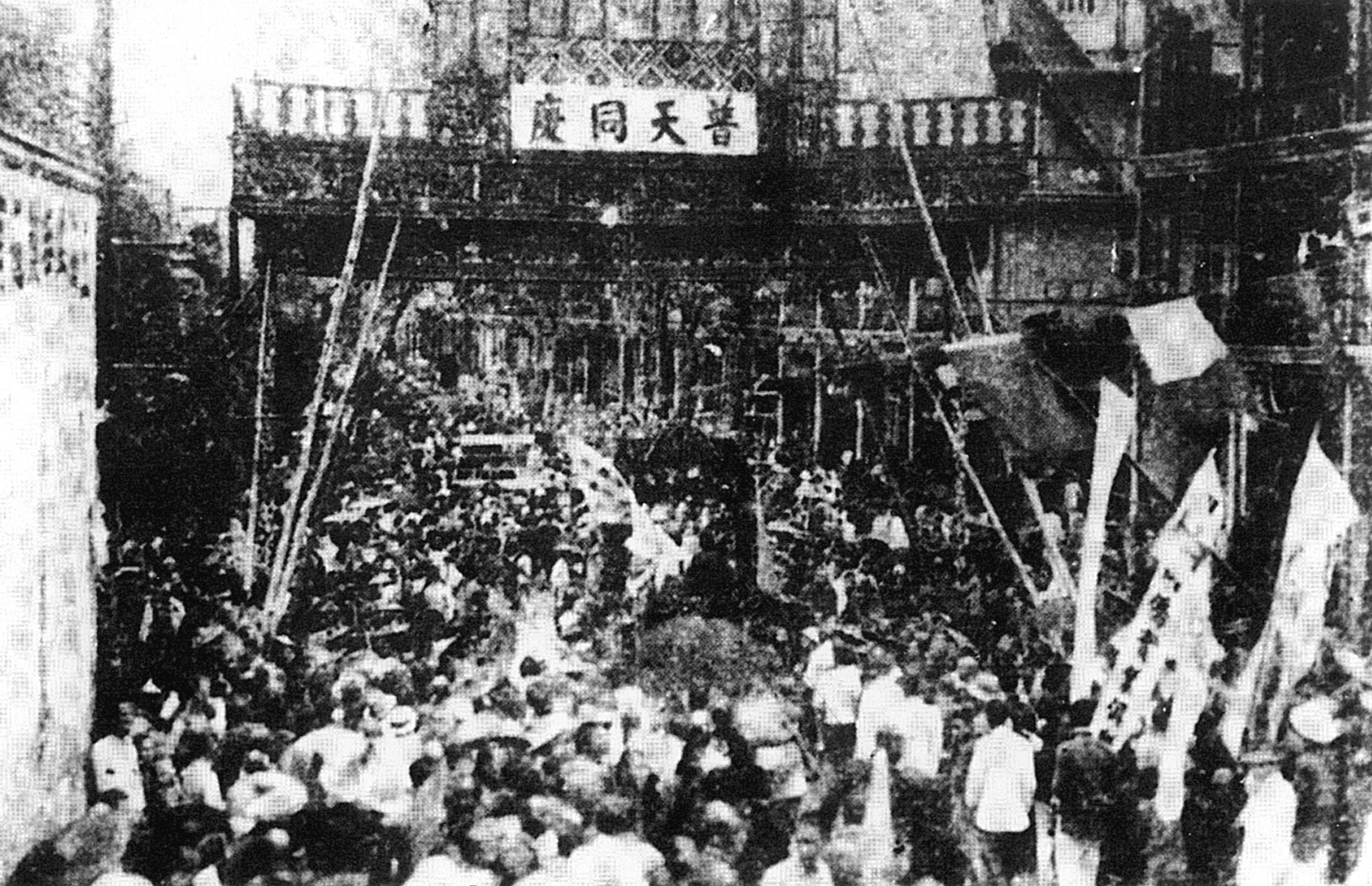
1921年，广州群众游行庆祝孙中山就任非常大总统。

第一次粤桂战争以旧桂系的失败而告终，旧桂系的势力受到严重打击。旧桂系部队退回广西后，因广西落后贫瘠，各部队军饷难以满足，以及各实力派首领的权力地位难以平衡。陆荣廷对旧桂系的控制及影响能力开始减弱。旧桂系于1921年6月再度出兵进攻广东，意图重新控制广东。“第二次粤桂战争”爆发，此战仍然以旧桂系失败而结束。并且由于粤军攻入广西，造成广西政局混乱，各地割据势力蜂起。随后，以李宗仁、白崇禧为首的新桂系从这些割据势力中崛起，于1925年控制了广西，旧桂系至此彻底退出民国政坛。
另一方面，陈炯明粤军回粤一役，被广东人认为是中国现代史上稀见的军民“同仇敌忾”的解放战役:197。旧桂系据粤时期为维持其庞大的军队，掠夺广东省财政收入的一半以上作为军费开支，并且开放烟赌，设立税卡，滥发军票，纵兵抢劫，实行政治压迫和经济掠夺。当时旅沪广东公民大会李远才等5842人致电陆荣廷莫荣新，历数二人“入粤四年，语其治绩，舍开番摊，卖鸦片、抽苛捐、破官产、杀人民、毙记者、劫枪炮、掠银币、夺图书、吞钦廉而外， 一无所有”:197。击败旧桂系使得陈炯明受到的支持迅速扩大。因与孙中山在北伐和统一中国的政见不合，陈炯明于1922年6月发动政变，驱逐了孙中山。